# Anurapteryx insolita
Anurapteryx insolita är en fjärilsart som beskrevs av Embrik Strand 1911. Anurapteryx insolita ingår i släktet Anurapteryx och familjen Sematuridae. Inga underarter finns listade i Catalogue of Life.